# Christina da Silva
Christina Elizabeth da Silva, född 1809, död 1881, var en holländsk skådespelare, översättare och operasångerska. 

## Biografi
Christina da Silva var dotter till kapten Emmanuel Zulva och Margaret Catherine Mulder, och gifte sig 1827 med skådespelaren Willem Jacobus van Ollefen (1803–1873). 

### Scenkarriär
Christina da Silva (namnet är en variation av Zulva) placerades tidigt på scenen av sin mor av ekonomiska skäl sedan fadern övergivit familjen. Hon fick dramaträning i ung ålder med Society of Outward Eloquence. Hon var också elev till Geertruida Hilverdink och Johanna Wattier. Hon debuterade på Amsterdamse Schouwburg, och var engagerad där 1826–1846, vid Zuid-Hollandsche Tooneelisten i Haag 1847-1855, i Antwerpen 1855–1856, på Rotterdamse Schouwburg 1856–1858 och sedan återigen på Amsterdamse Schouwburg 1858–1863.
Christina da Silva uppträdde initialt som subrett, amoureuse, ingeny och i byxroller, och så småningom även i tragedier, och kom att kallas teaterns första tragedienne. Recensenter berömde Da Silva för hennes förmåga att tala ren holländska, för att lägga rätt betoning på vers och för hennes utseende. Hon räknades som en av teaterns tre största kvinnliga stjärnor jämsides med Maria Francisca Bia och Jacoba Maria Majofski. Som hustru till en teaterregissör hade Bia ofta förstahandsval i roller, till stor bestörtning för de andra två och vissa scenkritiker. 1844 skrev Spektatorn om rollfördelningen på Amsterdamsche Schouwburg: 'nästan alltid vår första tragédienne fru. Van Ollefen-Da Silva släpar efter sin konkurrent fru. Engelman-Bia'. I viktiga tragedier fick hon inte ens en biroll, än mindre huvudrollen, vilket Spektatorn , och "ett hån mot allmänhetens sinne". 1846 avgick Majofski och Da Silva blev avskedad. 

### Övrig verksamhet
Utöver sitt arbete som scenartist översatte hon pjäser, vilket var ett nödvändigt ekonomiskt tillskott under en tid när scenartister ofta hade dåligt betalt. Det var en fråga hon engagerade sig för och hon hade en plan att inrätta en fond för skådespelare, men den kunde inte realiseras. Hon bidrog flera gånger till pressen med uppgifter om scenartisters och sina egna bristfälliga arbetsförhållanden. Hon beskrivs som en skicklig artist och en omtyckt privatperson, men ska också ha haft ett svårt humör som ofta gjorde henne inblandad i yrkesmässiga konflikter.
Christina da Silva fick 1860 en guldmedalj av kung Leopold I av Belgien för sina uppträdanden som recitatör vid det belgiska hovet.